# コネチカット州知事
コネチカット州知事（英語：Governor of Connecticut）は、アメリカ合衆国のコネチカット州の州知事（行政府の長）である。

## 州知事
独立以前の期間についてはコネチカット植民地総督を参照。
| #  | 氏名                                   | 就任           | 退任           | 政党             | 副知事                           |
| -- | -------------------------------------- | -------------- | -------------- | ---------------- | -------------------------------- |
| 16 | ジョナサン・トランブル                 | 1769年10月1日  | 1784年5月13日  | 無所属           | マシュー・グリスウォルド         |
| 17 | マシュー・グリスウォルド               | 1784年5月13日  | 1786年5月11日  | 連邦党           | サミュエル・ハンティントン       |
| 18 | サミュエル・ハンティントン             | 1786年5月11日  | 1796年1月5日   | 連邦党           | オリヴァー・ウォルコット         |
| 19 | オリヴァー・ウォルコット               | 1796年1月5日   | 1797年12月1日  | 連邦党           | ジョナサン・トランブル・ジュニア |
| 20 | ジョナサン・トランブル・ジュニア       | 1797年12月1日  | 1809年8月7日   | 連邦党           | ジョン・トレッドウェル           |
| 21 | ジョン・トレッドウェル                 | 1809年8月7日   | 1811年5月9日   | 連邦党           | ロジャー・グリスウォルド         |
| 22 | ロジャー・グリスウォルド               | 1811年5月9日   | 1812年10月25日 | 連邦党           | ジョン・コットン・スミス         |
| 23 | ジョン・コットン・スミス               | 1812年10月25日 | 1817年5月8日   | 連邦党           | ショーンシー・グッド             |
| 24 | オリヴァー・ウォルコット・ジュニア     | 1817年5月8日   | 1827年5月2日   | 共和党           | ジョナサン・インガーソル         |
| 24 | オリヴァー・ウォルコット・ジュニア     | 1817年5月8日   | 1827年5月2日   | 共和党           | デイヴィッド・プラント           |
| 25 | ギデオン・トムリンソン                 | 1827年5月2日   | 1831年3月2日   | 民主共和党       | ジョン・サミュエル・ピータース   |
| 26 | ジョン・サミュエル・ピータース         | 1831年3月2日   | 1833年5月1日   | 国民共和党       | サディアス・ベッツ               |
| 27 | ヘンリー・エドワーズ                   | 1833年5月1日   | 1834年5月7日   | 民主党           | エベネザー・ストッダード         |
| 28 | サミュエル・フット                     | 1834年5月7日   | 1835年5月6日   | ホイッグ党       | サディアス・ベッツ               |
| 29 | ヘンリー・エドワーズ                   | 1835年5月6日   | 1838年5月2日   | 民主党           | エベネザー・ストッダード         |
| 30 | ウィリアム・エルズワース               | 1838年5月2日   | 1842年5月4日   | ホイッグ党       | チャールズ・ホーリー             |
| 31 | ショーンシー・フィッチ・クリーヴランド | 1842年5月4日   | 1844年5月1日   | 民主党           | ウィリアム・ホラバード           |
| 32 | ロジャー・シャーマン・ボールドウィン   | 1844年5月1日   | 1846年5月6日   | ホイッグ党       | ルーベン・ブース                 |
| 33 | アイザック・トウシー                   | 1846年5月6日   | 1847年5月5日   | 民主党           | ノイズ・ビリングス               |
| 34 | クラーク・ビッセル                     | 1847年5月5日   | 1849年5月2日   | ホイッグ党       | チャールズ・マッカーディ         |
| 35 | ジョゼフ・トランブル                   | 1849年5月2日   | 1850年5月4日   | ホイッグ党       | トーマス・バッカス               |
| 36 | トーマス・H・シーモア                  | 1850年5月4日   | 1853年10月13日 | 民主党           | チャールズ・H・ポンド            |
| 36 | トーマス・H・シーモア                  | 1850年5月4日   | 1853年10月13日 | 民主党           | グリーン・ケンドリック           |
| 36 | トーマス・H・シーモア                  | 1850年5月4日   | 1853年10月13日 | 民主党           | チャールズ・H・ポンド            |
|    | チャールズ・H・ポンド                  | 1853年10月13日 | 1854年5月3日   | 民主党           | 空席                             |
| 38 | ヘンリー・ダットン                     | 1854年5月3日   | 1855年5月2日   | ホイッグ党       | アレクサンダー・H・ホーリー      |
| 39 | ウィリアム・T・マイナー                | 1855年5月2日   | 1857年5月6日   | ノウ・ナッシング | ウィリアム・フィールド           |
| 39 | ウィリアム・T・マイナー                | 1855年5月2日   | 1857年5月6日   | ノウ・ナッシング | アルバート・デイ                 |
| 40 | アレクサンダー・H・ホーリー            | 1857年5月6日   | 1858年5月5日   | 共和党           | アルフレッド・A・バーナム        |
| 41 | ウィリアム・アルフレッド・バッキンガム | 1858年5月5日   | 1866年5月2日   | 共和党           | ジュリアス・カトリン             |
| 41 | ウィリアム・アルフレッド・バッキンガム | 1858年5月5日   | 1866年5月2日   | 共和党           | ベンジャミン・ダグラス           |
| 41 | ウィリアム・アルフレッド・バッキンガム | 1858年5月5日   | 1866年5月2日   | 共和党           | ロジャー・ベリル                 |
| 42 | ジョゼフ・ロズウェル・ホーリー         | 1866年5月2日   | 1867年5月1日   | 共和党           | オリヴァー・ウィンチェスター     |
| 43 | ジェームズ・イングリッシュ             | 1867年5月1日   | 1869年5月5日   | 民主党           | イーフレイム・ハイド             |
| 44 | マーシャル・ジュウェル                 | 1869年5月5日   | 1870年5月4日   | 共和党           | フランシス・ウェイランド         |
| 45 | ジェームズ・イングリッシュ             | 1870年5月4日   | 1871年5月16日  | 民主党           | ジュリアス・ホッチキス           |
| 46 | マーシャル・ジュウェル                 | 1871年5月16日  | 1873年5月7日   | 共和党           | モリス・タイラー                 |
| 47 | チャールズ・ロバーツ・インガーソル     | 1873年5月7日   | 1877年1月3日   | 民主党           | ジョージ・シル                   |
| 48 | リチャード・ハバード                   | 1877年1月3日   | 1879年1月9日   | 民主党           | フランシス・ルーミス             |
| 49 | チャールズ・アンドリュース             | 1879年1月9日   | 1881年1月5日   | 共和党           | デイヴィッド・ギャラップ         |
| 50 | ホバート・ビゲロー                     | 1881年1月5日   | 1883年1月3日   | 共和党           | ウィリアム・ブルケリー           |
| 51 | トーマス・ウォーラー                   | 1883年1月3日   | 1885年1月8日   | 民主             | ジョージ・サムナー               |
| 52 | ヘンリー・ボールドウィン・ハリソン     | 1885年1月8日   | 1887年1月7日   | 共和党           | ローリン・クック                 |
| 53 | フィニアス・ラウンズベリー             | 1887年1月7日   | 1889年1月10日  | 共和党           | ジェームズ・L・ハワード          |
| 54 | モーガン・ブルケリー                   | 1889年1月10日  | 1893年1月4日   | 共和党           | サミュエル・マーウィン           |
| 55 | ルーゾン・モリス                       | 1893年1月4日   | 1895年1月9日   | 民主党           | アーネスト・キャディ             |
| 56 | オウエン・ヴィンセント・コフィン       | 1895年1月9日   | 1897年1月6日   | 共和党           | ローリン・クック                 |
| 57 | ローリン・クック                       | 1897年1月6日   | 1899年1月4日   | 共和党           | ジェームズ・デューエル           |
| 58 | ジョージ・ラウンズベリー               | 1899年1月4日   | 1901年1月9日   | 共和党           | ライマン・ミルズ                 |
| 59 | ジョージ・マクリーン                   | 1901年1月9日   | 1903年1月7日   | 共和党           | エドウィン・キーラー             |
| 60 | アビラム・チェンバレン                 | 1903年1月7日   | 1905年1月4日   | 共和党           | ヘンリー・ロバーツ               |
| 61 | ヘンリー・ロバーツ                     | 1905年1月4日   | 1907年1月9日   | 共和党           | ローリン・ウッドラフ             |
| 62 | ローリン・ウッドラフ                   | 1907年1月9日   | 1909年1月6日   | 共和党           | エヴェレット・レイク             |
| 63 | ジョージ・リリー                       | 1909年1月6日   | 1909年4月21日  | 共和党           | フランク・ウィーク               |
| 64 | フランク・ウィーク                     | 1909年4月21日  | 1911年1月4日   | 共和党           | 空席                             |
| 65 | シメオン・ボールドウィン               | 1911年1月4日   | 1915年1月6日   | 民主党           | デニス・ブレークスリー           |
| 65 | シメオン・ボールドウィン               | 1911年1月4日   | 1915年1月6日   | 民主党           | ライマン・ティンジャー           |
| 66 | マーカス・ホルコム                     | 1915年1月6日   | 1921年1月5日   | 共和党           | クリフォード・ウィルソン         |
| 67 | エヴェレット・レイク                   | 1921年1月5日   | 1923年1月3日   | 共和党           | チャールズ・テンプルトン         |
| 68 | チャールズ・テンプルトン               | 1923年1月3日   | 1925年1月7日   | 共和党           | ハイラム・ビンガム               |
| 69 | ハイラム・ビンガム                     | 1925年1月7日   | 1925年1月8日   | 共和党           | ジョン・H・トランブル            |
| 70 | ジョン・H・トランブル                  | 1925年1月8日   | 1931年1月7日   | 共和党           | エドウィン・ブレイナード         |
| 70 | ジョン・H・トランブル                  | 1925年1月8日   | 1931年1月7日   | 共和党           | アーネスト・ロジャース           |
| 71 | ウィルバー・ルシアス・クロス           | 1931年1月7日   | 1939年1月4日   | 民主党           | サミュエル・スペンサー           |
| 71 | ウィルバー・ルシアス・クロス           | 1931年1月7日   | 1939年1月4日   | 民主党           | ロイ・コックス                   |
| 71 | ウィルバー・ルシアス・クロス           | 1931年1月7日   | 1939年1月4日   | 民主党           | フランク・ヘイズ                 |
| 72 | レイモンド・ボールドウィン             | 1939年1月4日   | 1941年1月8日   | 共和党           | ジェームズ・マッコーニー         |
| 73 | ロバート・ハーリー                     | 1941年1月8日   | 1943年1月6日   | 民主党           | オデル・シェパード               |
| 74 | レイモンド・ボールドウィン             | 1943年1月6日   | 1946年12月27日 | 共和党           | ウィリアム・ハッデン             |
| 74 | レイモンド・ボールドウィン             | 1943年1月6日   | 1946年12月27日 | 共和党           | チャールズ・ウィルバート・スノー |
| 75 | チャールズ・ウィルバート・スノー       | 1946年12月27日 | 1947年1月8日   | 民主党           | 空席                             |
| 76 | ジェームズ・マッコーニー               | 1947年1月8日   | 1948年3月7日   | 共和党           | ジェームズ・シャノン             |
| 77 | ジェームズ・シャノン                   | 1948年3月7日   | 1949年1月5日   | 共和党           | ロバート・パーソンズ             |
| 78 | チェスター・B・ボウルス                | 1949年1月5日   | 1951年1月3日   | 民主党           | ウィリアム・キャロル             |
| 79 | ジョン・デイヴィス・ロッジ             | 1951年1月3日   | 1955年1月5日   | 共和党           | エドワード・アレン               |
| 80 | エイブラハム・ リビコフ                | 1955年1月5日   | 1961年1月21日  | 民主党           | チャールズ・W・ジューエット      |
| 80 | エイブラハム・ リビコフ                | 1955年1月5日   | 1961年1月21日  | 民主党           | ジョン・デンプシー               |
| 81 | ジョン・デンプシー                     | 1961年1月21日  | 1971年1月6日   | 民主党           | アンソニー・アーメンターノ       |
| 81 | ジョン・デンプシー                     | 1961年1月21日  | 1971年1月6日   | 民主党           | サミュエル・テデスコ             |
| 81 | ジョン・デンプシー                     | 1961年1月21日  | 1971年1月6日   | 民主党           | フレッド・ドゥーシー             |
| 81 | ジョン・デンプシー                     | 1961年1月21日  | 1971年1月6日   | 民主党           | アッティリオ・フラッシネリ       |
| 82 | トーマス・メスキル                     | 1971年1月6日   | 1975年1月8日   | 共和党           | クラーク・ハル                   |
| 82 | トーマス・メスキル                     | 1971年1月6日   | 1975年1月8日   | 共和党           | ピーター・キャッシュマン         |
| 83 | エラ・グラッソ                         | 1975年1月8日   | 1980年12月31日 | 民主党           | ロバート・キリアン               |
| 83 | エラ・グラッソ                         | 1975年1月8日   | 1980年12月31日 | 民主党           | ウィリアム・A・オニール          |
| 84 | ウィリアム・A・オニール                | 1980年12月31日 | 1991年1月9日   | 民主党           | ジョゼフ・J・フォーリソー        |
| 85 | ローウェル・P・ウェイカー・ジュニア    | 1991年1月9日   | 1995年1月4日   | コネチカット党   | ユーニス・グローク               |
| 86 | ジョン・ローランド                     | 1995年1月4日   | 2004年7月1日   | 共和党           | ジョディ・レル                   |
| 87 | ジョディ・レル                         | 2004年7月1日   | 2011年1月5日   | 共和党           | ケヴィン・サリヴァン             |
| 87 | ジョディ・レル                         | 2004年7月1日   | 2011年1月5日   | 共和党           | マイケル・フリードル             |
| 88 | ダネル・マロイ                         | 2011年1月5日   | 2019年1月9日   | 民主党           | ナンシー・ワイマン               |
| 89 | ネッド・ラモント                       | 2019年1月9日   | （現職）       | 民主党           | スーザン・バイシエビッチ         |